# Eremophila ramiflora
Eremophila ramiflora là một loài thực vật có hoa trong họ Huyền sâm. Loài này được Dell mô tả khoa học đầu tiên năm 1975.